# سیارک ۹۰۱

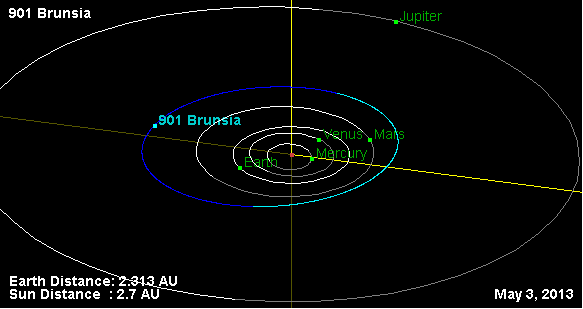
نمایی از محل قرارگیری سیارک ۹۰۱ در مدار – ۲۰۱۳

سیارک ۹۰۱ (به انگلیسی: 901 Brunsia، نامگذاری:1918EE) نهصد و یکمین سیارک کشف شده‌است که در ۳۰ اوت ۱۹۱۸ و در هایدلبرگ کشف شد.
قدر مطلق سیارک برابر ۱۱٫۳۵ است.